# Gastone Grassetti
Gastone Grassetti (Montelabbate, 18 de noviembre de 1962) es un ex-un piloto italiano de motociclismo que participó en el Campeonato del Mundo de Motociclismo, que compitió entre 1985 hasta 1989.

## Biografía
Grassetti comienza su carrera en el Campeonato de Europa de 1985 en la categoría 125cc con una MBA con la que acaba en el duodécimo lugar de la clasificación general. Ese mismo año disputará el último Gran Premio del Mundialː el San Marino en la que acaba en novena posición. Repite actuación el Europeo con el que consigue tres podios (dos terceros en Bélgica y Finlandia y un segundo en Holanda). También disputa el Mundial de 125cc acabando en la posición 15 de la general. En 1988 realizaría su mejor temporada en el Mundial, acabando en seis ocasiones entre los diez primeros y un podio (el único de su carrera) en el G.P. de España.
En 1989, no puede repetir estos resultados por lo que deja el Mundial para orientarse en el Campeonato de Europa de superbikes con el equipo Rumi a bordo de una Honda RC30 haciendo equipo con Richard Arnaiz, que terminará campeón, mientras que Grassetti acabaría séptimo. Repetiría experiencia esta vez con una Yamaha 750 cc, en el que haría podio tercero en Inglaterra y segundo en Jarama y acabaría tercero en la clasificación general. En 1992 correría con una Ducati con resultados más discretos. En 1993 sigue en el Campeonato de Europa pero en la categoría de 250cc y en 1994 acabaría su carrera compitiendo en el Campeonato de Europa de 125 cc con una Aprilia, obteniendo 19.º lugar de la clasificación final del campeonato.

## Resultados en el Campeonato del Mundo
Sistema de puntuación desde 1969 hasta 1987:
| Posición | 1.º | 2.º | 3.º | 4.º | 5.º | 6.º | 7.º | 8.º | 9.º | 10.º |
| Puntos   | 15  | 12  | 10  | 8   | 6   | 5   | 4   | 3   | 2   | 1    |

Sistema de puntuación desde 1988 hasta 1991:
| Posición | 1.º | 2.º | 3.º | 4.º | 5.º | 6.º | 7.º | 8.º | 9.º | 10.º | 11.º | 12.º | 13.º | 14.º | 15.º |
| Puntos   | 20  | 17  | 15  | 13  | 11  | 10  | 9   | 8   | 7   | 6    | 5    | 4    | 3    | 2    | 1    |

### Carreras por año
(Carreras en negrita indica pole position, carreras en cursiva indica vuelta rápida)
| Año  | Cat.  | Equipo | Moto  | 1       | 2       | 3      | 4       | 5       | 6       | 7       | 8       | 9       | 10      | 11      | 12      | 13      | Pts. | Pos. |
| ---- | ----- | ------ | ----- | ------- | ------- | ------ | ------- | ------- | ------- | ------- | ------- | ------- | ------- | ------- | ------- | ------- | ---- | ---- |
| 1985 | 125cc | MBA    |       | ESP -   | GER -   | NAT -  | AUT -   |         | NED -   | BEL -   | FRA -   | GBR -   | SWE -   | RSM 9   |         |         | 2    | 23.º |
| 1986 | 125cc | MBA    | ESP - | NAT 8   | GER -   | AUT -  |         | NED 9   | BEL -   | FRA -   | GBR -   | SWE Ret | RSM 7   | BDN -   |         |         | 9    | 15.º |
| 1987 | 125cc | MBA    |       | ESP Ret | GER DNQ | NAT 13 | AUT DNS |         | NED Ret | FRA 9   | GBR 6   | SWE 9   | CZE Ret | RSM 8   | POR 6   |         | 17   | 12.º |
| 1988 | 125cc | Honda  |       |         | ESP 3   |        | NAT 7   | GER 7   | AUT 9   | NED Ret | BEL 5   | YUG Ret | FRA 6   | GBR Ret | SWE Ret | CZE 11  | 66   | 6.º  |
| 1989 | 125cc | Honda  | JPN - | AUS -   |         | SPA 23 | NAT 17  | GER DNQ | AUT 16  |         | NED DNQ | BEL 20  | FRA DNQ | GBR DNQ | SWE DNQ | CZE DNQ | 0    | -    |